# Jarosław Tumidajski
Jarosław Tumidajski (ur. 1980) – polski reżyser teatralny i radiowy. Trzykrotny laureat Nagrody Teatralnej Marszałka Województwa Pomorskiego (2008, 2009 i 2017).

## Życiorys
Studiował teatrologię na Uniwersytecie Jagiellońskim. Ukończył studia na Wydziale Reżyserii Dramatu krakowskiej PWST.  

## Życie prywatne
20 czerwca 2020 roku wziął ślub z Katarzyną Dąbrowską. 

## Kariera
W 2001 zadebiutował jako reżyser sztuki Esther Vilar Królowa i Szekspir z Iwoną Bielską w roli królowej Elżbiety I w Starym Teatrze w Krakowie, gdzie zrealizował potem Niepoprawnych wg Fantazego (2004) Juliusza Słowackiego i Nocny autobus (2005) Michała Walczaka. W Teatrze Wybrzeże w Gdańsku wyreżyserował: Grupę Laokoona (2007) Tadeusza Różewicza, Oni (2008) Witkacego, Pana Tadeusza (2011) Adama Mickiewicza, Wyspę niczyją. Mapping (2012) swojego autorstwa, Kreację (2016) Ireneusza Iredyńskiego, Uwiedzonych (2016) swojego autorstwa i Niezwyciężonego (2019) Torbena Bettsa. 
Ponadto wyreżyserował między innymi: Świętą Joannę szlachtuzów (2008) Bertolta Brechta w Teatrze Miejskim w Gdyni, Disneyland (2009) wg Stanisława Dygata w Teatrze Ludowmy w Krakowie, Trans-Atlantyk (2010) wg Witolda Gombrowicza i Solaris (2011) wg Stanisława Lema w Teatrze Śląskim w Katowicach. W latach 2016–2018 był etatowym reżyserem Teatru Współczesnego w Warszawie. 

## Nagrody
- 2008: Gdańsk - Nagroda Teatralna Marszałka Województwa Pomorskiego za brawurową reżyserię przedstawienia Grupa Laokoona
- 2008: Tarnów - XII Ogólnopolski Festiwal Komedii Talia - nagroda za reżyserię spektaklu Czerwone komety w Teatrze im. L. Solskiego w Tarnowie
- 2009: Gdańsk - Nagroda Teatralna Marszałka Województwa Pomorskiego za reżyserię spektakli Oni w Teatrze Wybrzeże w Gdańsku i Święta Joanna szlachtuzów w Teatrze Miejskim w Gdyni
- 2017: Gdańsk - Nagroda Teatralna Marszałka Województwa Pomorskiego za wizję artystyczną Kreacji Ireneusza Iredyńskiego oraz przemianę dramatu w dzieło z pogranicza teatru i performansu na scenie Teatru Wybrzeże